# Kings & Queens of the Underground
Kings & Queens of the Underground ist das 2014 veröffentlichte achte Studioalbum des britischen Rockmusikers Billy Idol.

## Entstehung
Billy Idol hatte 2005 das Album Devil’s Playground veröffentlicht, dessen Aufnahme von Keith Forsey, dem Produzenten von Idols erfolgreichsten Alben, geleitet wurde. Das Album erreichte Platz 46 der US-Album-Charts und war bis 2014 das letzte Studioalbum mit eigenem Material, das Idol herausbrachte. Anschließend folgten mehrere Sampler, u. a. das 2006 veröffentlichte Happy Holidays, das ausschließlich Weihnachtslieder enthielt, das 2008 veröffentlichte Idolize Yourself, auf dem sich lediglich zwei neue Lieder (New Future Weapon und John Wayne) befanden, und das 2012 erschienene Remixalbum So80s Presents Billy Idol, das vom DJ-Duo Blank & Jones für EMI zusammengestellt worden war.
Obwohl Idol in den Jahren 2010, 2012 und 2013 zahlreiche Tourneen in den USA und Europa absolvierte, fand er Zeit, die Arbeit an seiner Autobiografie aufzunehmen, die unter dem Titel Dancing With Myself im Oktober 2014 erschien. Das Album Kings & Queens of the Underground erzählt ebenfalls die Geschichte des Künstlers, gleichzeitig sieht Idol das Album auch als Tribut an seine Wegbegleiter aus der Hochzeit des Punk. Gemeinsam mit Steve Stevens erarbeitete Billy Idol das Konzept für sein neues Album, um das herum die einzelnen Songs entstehen sollten. Zunächst wurden die Berührungspunkte aus Idols Leben ausgewählt, die in den Liedern verarbeitet werden sollten, dann wurden die passenden Lieder dazu geschrieben. Nach Aussage von Stevens habe er sich als Songwriting-Partner zum ersten Mal in seinem Leben weniger um den Ausdruck seines Gitarrenspiels gekümmert, als um das Lied selbst („As a writing partner, more than ever, I found myself caring much less about the expression of the guitar than the song.“)
Am 15. September 2014 erschien die erste Single des Albums, Can’t Break Me Down.

## Titelliste
| Nr.          | Titel                                               | Autor(en)                            | Länge |
| ------------ | --------------------------------------------------- | ------------------------------------ | ----- |
| 1.           | Bitter Pill                                         | Billy Idol, Eric Bazilian, Glen Goss | 3:57  |
| 2.           | Can’t Break Me Down                                 | Idol, Greg Kurstin, Dan Nigro        | 3:43  |
| 3.           | Save Me Now                                         | Idol, George William Lewis, Kurstin  | 4:31  |
| 4.           | One Breath Away                                     | Idol, Steve Stevens, Billy Morrisson | 4:10  |
| 5.           | Postcards From the Past                             | Idol, Stevens, Morrisson             | 4:20  |
| 6.           | Kings & Queens of the Underground                   | Idol, Stevens, Morrisson             | 4:53  |
| 7.           | Eyes Wide Shut                                      | Idol, Stevens, Morrisson             | 4:30  |
| 8.           | Ghosts in My Guitar                                 | Idol, Stevens                        | 4:47  |
| 9.           | Nothing to Fear                                     | Idol, Stevens, Morrisson             | 4:39  |
| 10.          | Love and Glory                                      | Idol, Stevens, Morrisson             | 4:29  |
| 11.          | Whisky and Pills                                    | Idol, Brian Tichy                    | 3:43  |
| 12.          | Hollywood Promises (Bonustrack der Downloadversion) |                                      | 4:11  |
| Gesamtlänge: | Gesamtlänge:                                        | Gesamtlänge:                         | 51:53 |

## Rezeption
Kings & Queens of the Underground wurde nach der Veröffentlichung in den wichtigsten Hitlisten oberhalb von Platz 50 notiert: In den USA stieg das Album auf Platz 34 der Billboard 200 ein, in Großbritannien auf Platz 35, in Deutschland auf Platz acht. In der Schweiz erreichte Kings & Queens of the Underground Platz zehn, in Österreich Platz siebzehn der nationalen Hitlisten. Die Platzierung in Deutschland ist die erfolgreichste seit Charmed Life (1990).
Die Süddeutsche Zeitung schrieb, Trevor Horn habe „Billy Idol ein handwerklich perfektes Classic-Rock-Album geschaffen,“ das immer nach Billy Idol klinge und sich „hervorragend im Morgenradio spielen“ lasse. Immer wieder blitze „sogar noch diese Rotzigkeit auf,“ mit der Idol sich „damals in die Herzen all jener geschwindelt“ habe, die „Punk irgendwie toll“ gefunden hätten, aber „die Platten viel zu anstrengend.“
Das Magazin Rocks stellte fest: „Erstmals seit Ewigkeiten“ habe Idol wieder „mit seinem langjährigen Weggefährten Steve Stevens komponiert“ – und das höre man. Das „Gespür für griffigen Mainstream-Rock, der bei aller Pop-Sensibilität nie zu offensichtlich auf die Hitparaden“ schiele und „dessen Punk-Elemente mehr coole Pose als Referenz“ seien, sei zurück. Unter den elf Titeln befänden sich mehrere Hochkaräter. Kings & Queens of the Underground sei die „erwachsene Version der Hit-Alben Rebel Yell und Whiplash Smile, die die Vergangenheit benenne, ohne sie billig zu kopieren.“ Das Album sei „beeindruckend“.
Die Münchener Abendzeitung machte Kings & Queens of the Underground zum Album der 44. Kalenderwoche 2014 und schrieb, wenn die Platte „bereits das Alterswerk von Billy Idol“ sein sollte, „dann Hut ab.“ Irgendwie habe er es geschafft, „das Bild des ewigen Punk – Rebellen in Songs umzuwandeln, denen man Idols ganze Reife“ anhöre, „ohne jedoch auf seine typischen Trademarks verzichten zu müssen.“ Idol schließe mit dem Album „auf seine Art zu Leuten wie Morrissey oder Paul Weller auf, Persönlichkeiten also, die es geschafft“ hätten, „in Würde zu altern.“
Das deutsche Online-Magazin Powermetal.de sieht beim Opener Bitter Pill schon deutlich, „dass man hier keine rebellischen, rotzigen Hardrock erwarten darf. Nein, es gibt eine seichte Melodie, Loops, elektronische Einschübe und die unverkennbare Stimme des Briten.“ Insgesamt sieht Peter Kubaschk ein „facettenreiches Album zwischen Rock und Pop, das im Mittelteil seinen Höhepunkt erreicht. Da haben wir das tatsächlich stark rockende Postcards From The Past, den sehnsüchtigen Titeltrack und die ruhigen, ziemlich epischen Eyes Wide Shut und Ghost In My Guitar, die allesamt wirklich stark sind. Bei Love And Glory wird es dann sogar hochemotional. Klasse.“